# Serromyia flavicrus
Serromyia flavicrus är en tvåvingeart som först beskrevs av Jean-Jacques Kieffer 1906.  Serromyia flavicrus ingår i släktet Serromyia och familjen svidknott. Inga underarter finns listade i Catalogue of Life.